# Hansreia affinis
Hansreia affinis är en skalbaggsart som beskrevs av Fabricius 1801. Hansreia affinis ingår i släktet Hansreia och familjen bladhorningar. Inga underarter finns listade i Catalogue of Life.